# Pechblenda

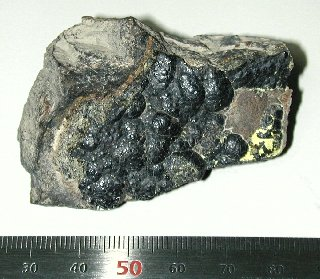
Pechblenda

La pechblenda es una variedad masiva y probablemente impura de uraninita. Recibe su nombre según el alemán Pechblende (Pech = brea; blenden = lucir, brillar, cegar), que hace referencia al aspecto del mineral.

## Apariencia
La pechblenda a veces puede ser de color verde o pardo; suele ser botroidal banderada. Pertenece a la variedad de las masivas denominada perchbenda. La perchblenda tiene un polvo amarillo que es muy radiactivo y que se debe tener en cuenta; se desprende fácilmente. Si no hay luz o es de noche se ven salir luces amarillas o blancas pequeñas, saliendo del mineral de uraninita, que son partículas inestables del mineral, ya que la uraninita no tiene moléculas estables y esto la hace tan radiactiva. Por lo tanto las moléculas de uranio radioactivas, salen despedidas en varias direcciones sin ningún orden, atravesando cualquier cosa a excepción del plomo y espesas paredes de cemento.  
Cuando pasan 24 000 años, el mineral se desintegra y queda un polvo negro o gris que aún puede ser ligeramente radiactivo. En la naturaleza puede ser de manera de polvo o de piedras secundarias de uranio, tipo monacita, xenotima, fergunsonita, samarskita, columbita, pirocloro y otros minerales continentes como radio y tántalo, niobio y manganeso. También en forma de mineral de galena, que es plomo.
En la naturaleza no se encuentra en yacimientos donde hay sólo uraninita, sino donde se puede hallar cobre, plomo, óxidos de uranio, arenisca, hierro o granito.
Hasta se ha encontrado perchblenda con turquesa u otros minerales raros de encontrar en minas de uranio.

## Se encuentra en
Se encuentra en granitos, sienitas, pegmatitas y en filones hidrotermales de sulfuros.
También se encuentra en areniscas alteradas y en fluidos ricos en Uranio y Vanadio, y en conglomerados antiguos

## Datos físicos
Fórmula química: UO2
Densidad: 6,5 - 10,95 g/ml (8,72 g/ml de media)
Dureza en la escala de Mohs: 5 - 6
Color: Pardo verdoso.
Color de la raya en placa de porcelana: pardo - negro.
Opacidad: opaco.
Propiedades clave: mineral muy radiactivo.
Forma cristalina: cúbico; a veces amorfo o granulado.

## Yacimientos
Hay depósitos importantes en Jachymov (República Checa), Kasolo (República Democrática del Congo) y en Canadá. Depósitos sedimentarios existen en Witwatersrand (Sudáfrica), Elliot Lake y Ontario (Canadá), también en algunos lugares de España y Rusia.

## Precauciones
Es altamente radiactiva; por eso se debe manipular con guantes, mascarilla para no respirar el posible polvo que desprende el mineral y que puede causar cáncer, y una caja de plomo donde guardar el mineral, ya que los minerales de uranio emiten radiación. El plomo detiene en parte la radiación (nunca se elimina, solamente se atenúa, ya que la transmisión de radiación es un fenómeno probabilístico).

## Importancia económica e histórica
La pechblenda es uno de los principales minerales de uranio. 
Con ella descubrió la radiactividad el físico francés Henri Becquerel, en 1896. Luego Marie Curie descubrió en ella el Radio como uno de los productos de la degradación radiactiva del uranio (para obtener un decigramo de Radio fueron necesarias varias toneladas de pechblenda, dentro de la investigación de Curie). Tiempo después, en 1898, el matrimonio formado porMarie Curie y Pierre Curie descubrió el Polonio (nombrado así en honor a la tierra natal de Marie) tras eliminar el Radio y el Uranio de la pechblenda, que se volvió incluso más radiactiva que con estos dos elementos; una vez separado con Bismuto queda el Polonio.